# Thomas Sartorius
Thomas Sartorius (ur. przed 1663, zm. 1700 w Broumovie) – 47. opat klasztoru benedyktyńskiego w Broumovie w latach 1663-1700.
Był pierwszym  opatem broumovsko-břevnovskim.

## Działalność budowlana
Za panowania Thomas Sartorius w latach 1692–1698 wzniesiono wczesnobarokowy kościół św. Marcina i Jerzego w Martínkovicach,  należący do broumovskiej grupy kościołów.

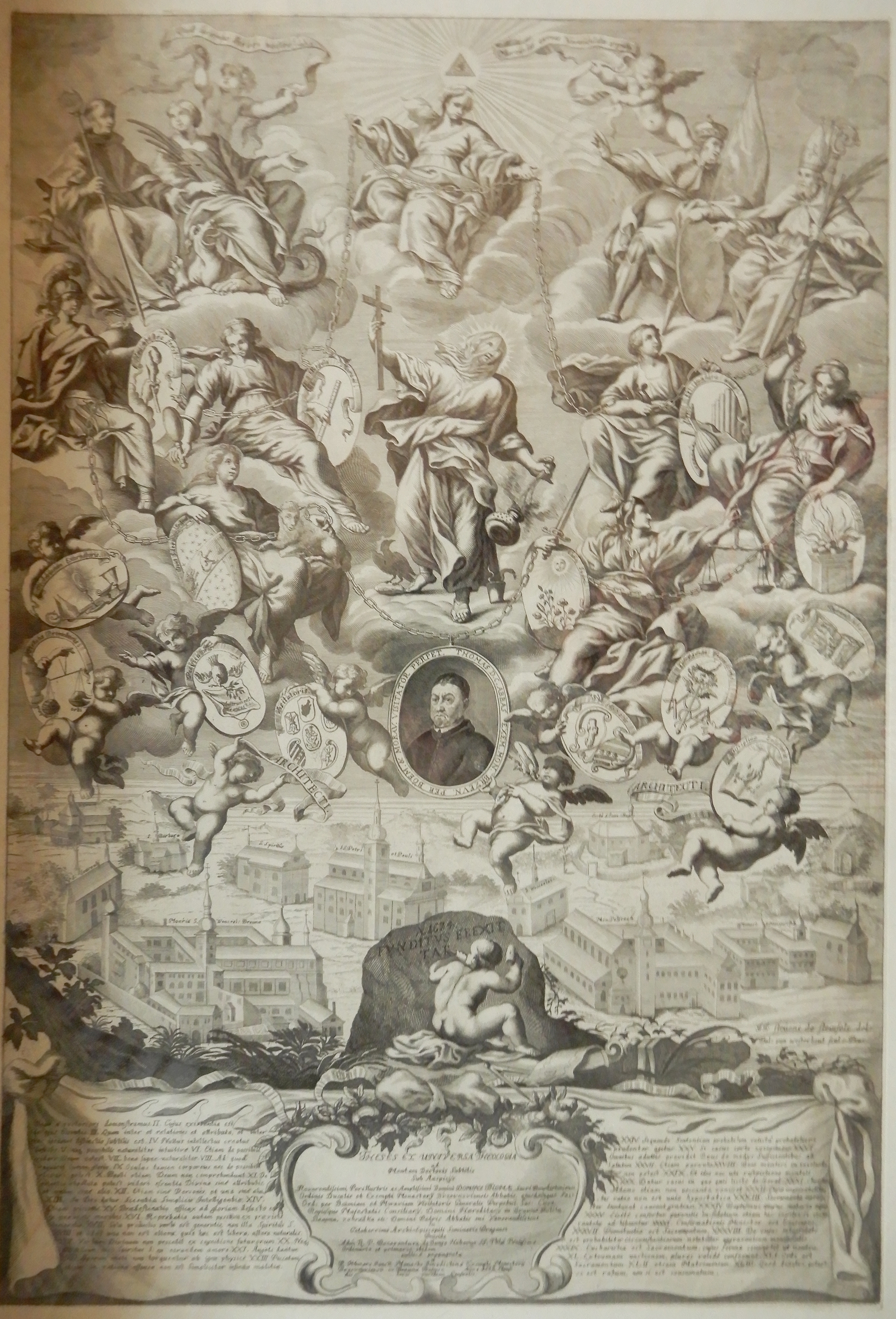
Tezy Sartoriusa
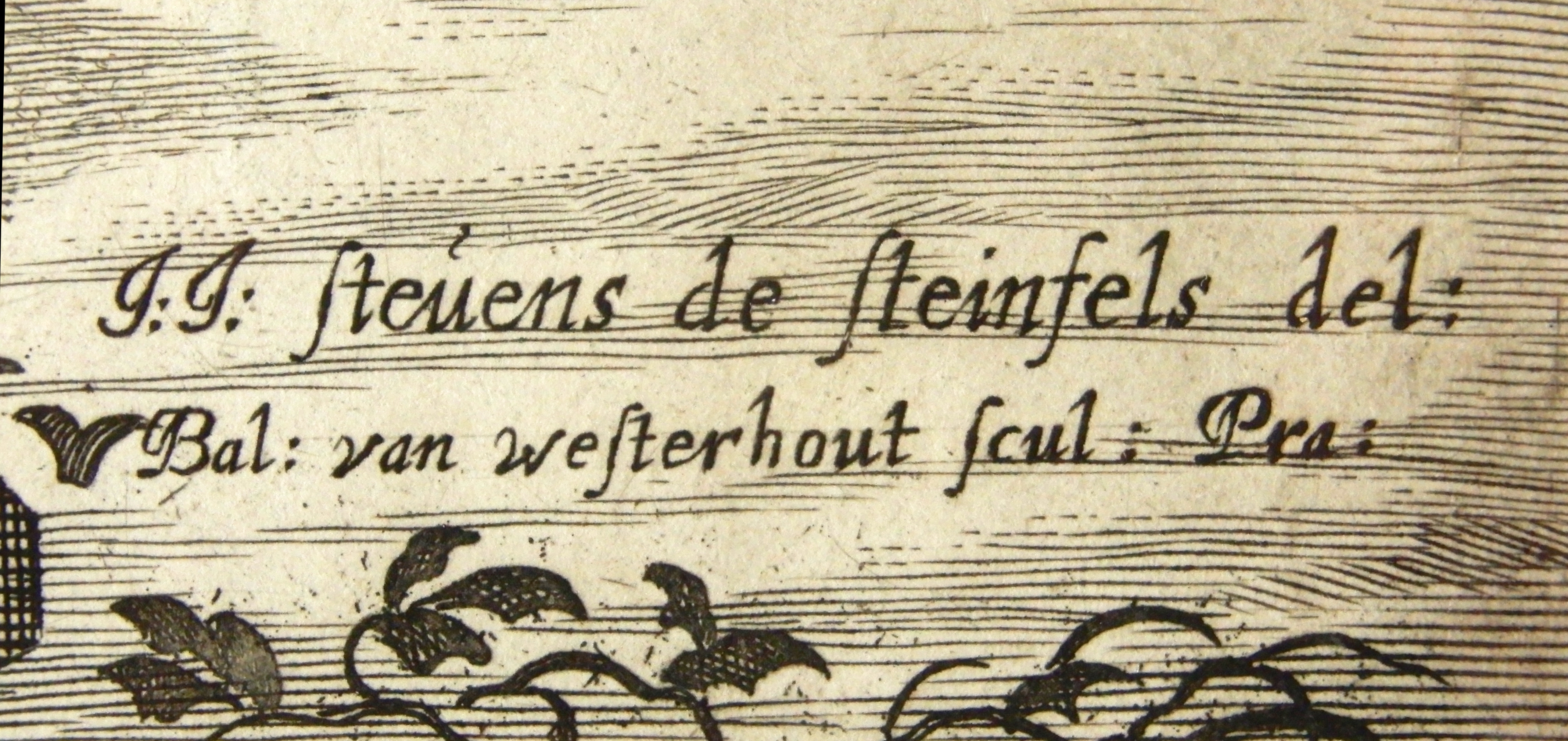
Pismo Sartoriusa
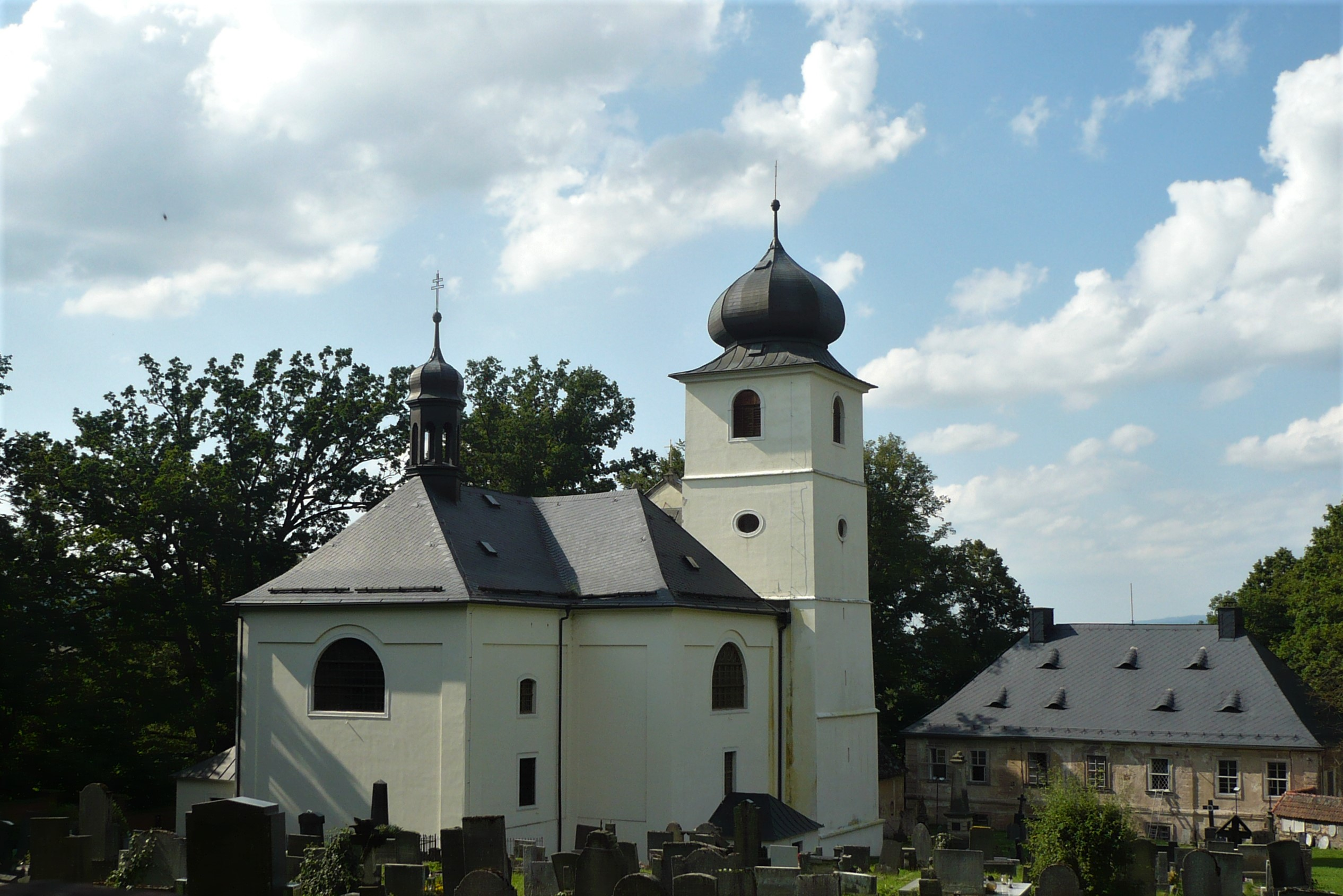
Kościół w Martínkovicach